# Senard (Meuse)
Pour les articles homonymes, voir Senard.
Senard est une ancienne commune de la Meuse intégrée dans celle de Seuil-d'Argonne depuis 1972.

## Toponymie
Le nom de la localité est attesté sous la forme Senart en 1188.

## Histoire
Dépendait de la province de Champagne et du diocèse de Châlons avant 1790.

## Politique et administration
| Période                                  | Période | Identité       | Étiquette | Qualité |
| ---------------------------------------- | ------- | -------------- | --------- | ------- |
|                                          |         | Thierry CARDOT |           |         |
| Les données manquantes sont à compléter. |         |                |           |         |

## Démographie
| 1906 | 1926 | 1936 | 1946 | 1954 | 1962 | 1968 |
| ---- | ---- | ---- | ---- | ---- | ---- | ---- |
| 207  | 124  | 120  | 103  | 115  | 105  | 93   |

## Pour approfondir